# Gordon Browne
Gordon Browne (* 15. April 1858 in Banstead, Surrey; † 27. Mai 1932 in Richmond upon Thames, London) war ein britischer Illustrator.

## Leben und Werk
Browne war der Sohn des Malers und Illustrators Hablot Knight Browne. Seinen ersten künstlerischen Unterricht erfuhr Browne durch seinen Vater. Durch dessen Vermittlung konnte Browne später an der Heatherley School of Fine Art (London) studieren. Im Anschluss daran wurde er Student an der South Kensington School. Bereits während seines Studiums konnte er als Künstler erfolgreich debütieren und hatte auch wirtschaftlichen Erfolg.
Seit den 1880er Jahren galt Browne als einer der wichtigsten Illustratoren. Seine Zeichnungen erschienen regelmäßig in Zeitungen wie auch Zeitschriften und seine illustrierten Kinder- und Jugendbücher fanden schon zu seinen Lebzeiten begeisterte Sammler. Er illustrierte Bücher von Catherine Christian, Frederic Farrar, George Alfred Henty, Alfred Lang, L. T. Meade, Edith Nesbitt, Talbot Reed und viele andere.
Für den überwiegenden Teil seiner Werke wählte Browne das Aquarell und den Bleistift. Er war Mitglied des Royal Institute of Painters in Water Colours (RI) und der Royal Society of British Artists (RBA).
Am 27. Mai 1932 starb Gordon Browne mit 74 Jahren in Richmond und fand dort auch seine letzte Ruhestätte.